# William Pettersson
Reinhold William Eugen Pettersson (Sandby, 6 de outubro de 1895 – Kalmar, 10 de maio de 1965) foi um saltador e velocista sueco.
Competiu nos Jogos Olímpicos de Antuérpia 1920 no salto em distância, em que conquistou a medalha de ouro, e no revezamento 4x100 m, em que, ao lado dos compatriotas  Agne Holmström, Sven Malm e Nils Sandström, ficou com a medalha de bronze.
Suas melhores marcas: 100 m rasos – 11s ; salto em distância – 7,39 m.